# Wotan Wilke Möhring

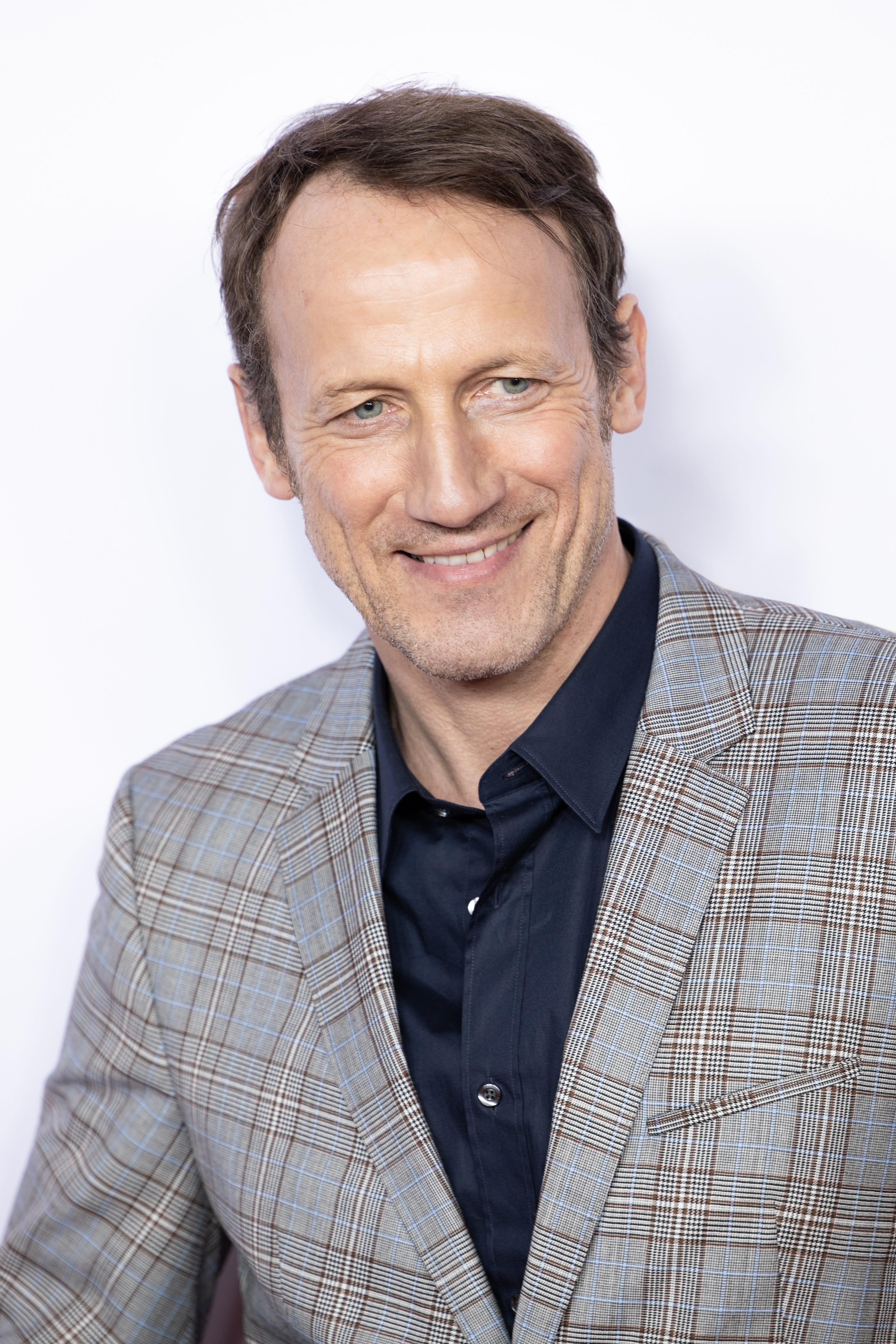
Wotan Wilke Möhring, 2020

Wotan Wilke Möhring (* 23. Mai 1967 in Augustdorf) ist ein deutscher Schauspieler und Musiker. Einem breiten Publikum ist er aus Kinofilmen wie Otto – Der Katastrofenfilm, Das Experiment und Männerherzen sowie als Kriminalhauptkommissar Thorsten Falke im Tatort bekannt. Er spielte bislang in über 120 Film- und Fernsehproduktionen mit.

## Leben

### Herkunft und Ausbildung
Möhring wurde als zweites von vier Kindern des Offiziers und späteren Unternehmensberaters Heiko Möhring (1940–2004) und seiner Frau Ulrike Fröhlich (1940–2017) in Augustdorf bei Detmold geboren. Möhrings Eltern waren gebürtige Bremer; väterlicherseits stammt seine Familie aus Thüringen. Seine Eltern trennten sich 1990.
Möhring wuchs bis zur Grundschulzeit in Unna und dann in Herne auf, wo die Familie ein Fachwerkhaus am Herner Gysenberg bezog. Er hat zwei Brüder und eine Schwester. Sein jüngerer Bruder Sönke ist ebenfalls Schauspieler; seine Schwester Wiebke Möhring ist Professorin für Online-/Printjournalismus an der Technischen Universität Dortmund.
Möhring besuchte die Hiberniaschule, eine Waldorfschule in Herne. Nach dem Abitur verpflichtete er sich als Soldat auf Zeit bei der Fallschirmjägertruppe der Bundeswehr. Der gelernte Elektriker und einstige Punk war als Clubbesitzer, Türsteher und Model tätig, studierte Visuelle Kommunikation an der Hochschule der Künste in Berlin, besuchte Schauspiel-Workshops in Köln und Los Angeles und lebte zwei Jahre in New York City.

### Musikalisches Schaffen
Möhring war schon früh an Kunst interessiert; er malte, spielte Geige und machte Punkmusik. Zudem produzierte er Filmmusiken. Er war Mitbegründer der Bands Red Lotus und – zusammen mit Gabi Delgado-López, vormals Deutsch Amerikanische Freundschaft (DAF) – DAF/DOS. Letztere veröffentlichte 1996 das Album Allein, zu zweit, mit Telefon und die Single Ich glaub’ ich fick’ dich später. An späteren Veröffentlichungen war Möhring nicht mehr beteiligt. Zuvor war er Mitglied einer Punkband namens Störaktion gewesen.

### Film und Fernsehen
Sein Filmdebüt hatte Wotan Wilke Möhring 1997 in Die Bubi-Scholz-Story an der Seite von Benno Fürmann und Götz George. Erste größere Rollen in Kinofilmen hatte er in Otto – Der Katastrofenfilm und im mehrfach ausgezeichneten Psychothriller Das Experiment (2001). Für seine Hauptrollen in den Fernsehfilmen Hat er Arbeit? und Liebe und Verrat war er 2002 für den Deutschen Fernsehpreis nominiert. 2005 erhielt er den Hessischen Fernsehpreis als Ensemblemitglied des Filmes Die Konferenz sowie einen Preis als bester Schauspieler auf dem Filmfestival Málaga für Christian Alvarts Antikörper, seine erste tragende Kino-Hauptrolle. Im Fernsehen übernahm er u. a. wiederholt Gastauftritte in der ZDF-Krimireihe Ein starkes Team. In Peter F. Bringmanns inszenierter Episode Lug und Trug (2001) verkörperte er die Rolle des Ingo Voss, der vor einer Kneipe erschossen wird. In der Folge Zahn um Zahn (2006) spielte er an der Seite von Dietrich Hollinderbäumer als Bastian von Haase einen tatverdächtigen Zahntechniker.
Im Kino war Möhring auch in den erfolgreichen Filmen Soul Kitchen von Fatih Akin (2009) sowie Männerherzen (2009) und dem Nachfolger Männerherzen … und die ganz ganz große Liebe (2011) von Simon Verhoeven zu sehen. Eine weitere Hauptfigur spielte er in der Komödie Mann tut was Mann kann (2012) von Marc Rothemund, mit dem er bereits zehn Jahre zuvor für das Fernsehdrama Die Hoffnung stirbt zuletzt (2002) gearbeitet hatte. 2013 lief die Tragikomödie Das Leben ist nichts für Feiglinge (Regie: André Erkau) in den Kinos an; Hauptdarsteller Möhring verhalf dem Film zu einem neuen Verleih und wurde als Executive Producer geführt.
Zahlreiche Auszeichnungen erhielten die ARD-Fernsehproduktionen Homevideo und Der letzte schöne Tag (beide 2011), in denen Möhring Hauptrollen spielte. Für die Rolle in Der letzte schöne Tag als Familienvater, der mit dem Freitod seiner Frau fertigwerden muss, wurde er für den Bayerischen Fernsehpreis nominiert und bekam den Deutschen Fernsehpreis 2012 als bester Schauspieler und den Grimme-Preis 2013. Für die Darstellung eines Vergewaltigers in Brigitte Berteles Drama Der Brand wurde er beim Filmfestival Thessaloniki ebenfalls als bester Schauspieler geehrt. Der Kurzfilm Raju des Regisseurs Max Zähle, in dem Möhring die Hauptfigur spielte, wurde 2011 mit dem Student Academy Award ausgezeichnet und 2012 für den Oscar nominiert.
Im Juli 2012 gab der NDR bekannt, dass Möhring als neuer Tatort-Kommissar engagiert wurde. Seit 2013 ermittelt er als Kriminalhauptkommissar der Bundespolizei Thorsten Falke in Norddeutschland, bis 2015 zusammen mit Petra Schmidt-Schaller und von 2016 bis 2024 mit Franziska Weisz. Davor war Möhring bereits in vier Tatort-Folgen aufgetreten, zumeist als Verdächtiger. Für den Tatort der ARD musste er seine Rolle als Kriminalkommissar Benjamin Lietz in der ZDF-Krimireihe Stralsund aufgeben, die er zwischen 2010 und 2013 viermal verkörpert hatte.
2016 spielte er in dem vom RTL produzierten Dreiteiler Winnetou – Der Mythos lebt nach Karl Mays Winnetou die Rolle von Old Shatterhand an der Seite von Nik Xhelilaj als Winnetou.

### Sonstiges
Vor der Bundestagswahl 2009 bekannte Möhring in der Zeitschrift Stern: „Ich wähle nicht, weil man durch Wahlen nichts verändert. Selbst Leute, die du auf jeden Fall verhindern willst, kommen über ihren sicheren Listenplatz ins Parlament. Absurd! Daran sieht man, wie das demokratische System in Deutschland degeneriert.“
Im April 2021 beteiligte er sich mit anderen Schauspielern an der kontrovers diskutierten Aktion #allesdichtmachen, die die Maßnahmen zur Eindämmung der COVID-19-Pandemie in ironisch-satirisch gemeinten Videos kommentiert.

### Privates
Wotan Wilke Möhring war zehn Jahre mit der Kamerafrau Anna Theis liiert, mit der er zwei Töchter (* 2009, * 2013) und einen Sohn (* 2011) hat. Das Paar, das zusammen in Köln lebte, trennte sich Anfang 2014.

## Filmografie (Auswahl)

### Kino
- 1998: St. Pauli Nacht
- 1999: Zoe
- 1999: Gnadenlos 2 – Ausgeliefert und missbraucht
- 2000: Otto – Der Katastrofenfilm
- 2001: Das Experiment
- 2001: Lammbock – Alles in Handarbeit
- 2003: Anatomie 2
- 2003: Eierdiebe
- 2004: Cowgirl
- 2005: Antikörper
- 2005: Almost Heaven
- 2005: Der Schatz der weißen Falken
- 2006: Goldene Zeiten
- 2007: Video Kings
- 2007: Nichts als Gespenster
- 2007: Gegenüber
- 2008: In jeder Sekunde
- 2008: Hardcover
- 2008: Operation Walküre – Das Stauffenberg-Attentat
- 2008: Copacabana
- 2009: Die Wilden Hühner und das Leben
- 2009: Dawn
- 2009: Männerherzen
- 2009: Soul Kitchen
- 2009: Pandorum
- 2010: Blond bringt nix
- 2010: Henri 4
- 2010: Das letzte Schweigen
- 2010: Raju
- 2011: Der Brand
- 2011: Männerherzen … und die ganz ganz große Liebe
- 2011: Black Brown White
- 2012: Mann tut was Mann kann
- 2012: Das Leben ist nichts für Feiglinge
- 2012: Obendrüber, da schneit es
- 2014: Besser als Nix
- 2014: Who Am I – Kein System ist sicher
- 2014: Alles ist Liebe
- 2015: Da muss Mann durch
- 2015: Kleine Ziege, sturer Bock
- 2016: Sex & Crime
- 2016: Seitenwechsel
- 2016: Unsere Zeit ist jetzt
- 2017: Lommbock
- 2017: Happy Burnout
- 2018: Steig. Nicht. Aus!
- 2018: 25 km/h
- 2019: Immenhof – Das Abenteuer eines Sommers
- 2019: Das perfekte Geheimnis
- 2020: Freaks – Du bist eine von uns
- 2023: Caveman
- 2023: Manta Manta – Zwoter Teil
- 2023: Gletschergrab
- 2025: Der phönizische Meisterstreich (The Phoenician Scheme)

### Fernsehfilme
- 1998: Die Bubi-Scholz-Story
- 2000: Hat er Arbeit?
- 2000: Die Unbesiegbaren
- 2001: Schluss mit lustig!
- 2001: Die Großstadtsherriffs
- 2002: Die Hoffnung stirbt zuletzt
- 2002: Tage des Sturms
- 2002: Liebe und Verrat
- 2003: Echte Männer?
- 2004: Die Konferenz
- 2005: Küss mich, Hexe!
- 2005: Heimliche Liebe – Der Schüler und die Postbotin
- 2006: Bettis Bescherung
- 2006: 3 Engel auf der Chefetage
- 2006: Hart auf Hart
- 2007: Mord auf Rezept
- 2007: Kuckuckszeit
- 2008: Ein riskantes Spiel
- 2008: Leo und Marie – Eine Weihnachtsliebe
- 2009: Zwölf Winter
- 2009: Kinder des Sturms
- 2009: Eine Frage des Vertrauens
- 2011: Hindenburg (Zweiteiler)
- 2011: Freilaufende Männer
- 2011: Homevideo
- 2011: Der letzte schöne Tag
- 2012: Obendrüber, da schneit es
- 2013: Das Adlon. Eine Familiensaga (Dreiteiler)
- 2016: Was im Leben zählt
- 2016: Winnetou – Der Mythos lebt (Dreiteiler)
- 2017: Am Ruder
- 2022: Weil wir Champions sind
- 2024: Blackout bei Wellmanns

### Fernsehserien und -reihen
- 2001: Ein starkes Team: Lug und Trug
- 2004: Nachtschicht – Vatertag
- 2006: Ein starkes Team: Zahn um Zahn
- 2006: Tatort: Pauline (Fernsehreihe)
- 2007: Tatort: Die dunkle Seite (Fernsehreihe)
- 2007: Der Kriminalist (Folge Abwärts)
- 2008: KDD – Kriminaldauerdienst (Folge Letzte Chance)
- 2008: Tatort: Müll (Fernsehreihe)
- 2009: Bella Block: Vorsehung
- 2010–2012: Der Doc und die Hexe
- 2010–2022: Stralsund
  - 2010: Außer Kontrolle
  - 2012: Blutige Fährte
  - 2013: Tödliches Versprechen
  - 2013: Freier Fall
  - 2022: Die rote Linie
- 2012: Tatort: Todesschütze (Fernsehreihe)
- 2013: Tatort: Willkommen in Hamburg (Fernsehreihe)
- seit 2013: Tatort → siehe Thorsten Falke
- 2018: Parfum (6 Folgen)
- 2019: West of Liberty (6 Folgen)
- 2020–2024: Sløborn (4 Staffeln)
- 2023: Asbest (Serie)
- 2025: Der Geier – Freund oder Feind

### Synchronrollen
- 2021: Sing – Die Show deines Lebens (Sing 2) als Jimmy Crystal für Bobby Cannavale

## Hörspiele
- 2006: Ed McBain: Hitze (Bert Kling) – Regie: Ulrich Lampen (Kriminalhörspiel – HR)
- 2006: Ed McBain: Die lästige Witwe – Regie: Ulrich Lampen (Hörspiel – HR)
- 2006: Ed McBain: Dead Man’s Song – Regie: Ulrich Lampen (Kriminalhörspiel – HR)
- 2010: Peter Freiberg: Testosteron – Regie: Claudia Johanna Leist (Kriminalhörspiel – WDR)[17]
- 2010: Georg Wieghaus: 40 Jahre bei Opel – Regie: Burkhard Ax (Kinderhörspiel – WDR)
- 2017: Dirk Schmidt, John von Düffel, Madeleine Giese, Tom Peuckert, Thilo Reffert, Hugo Rendler: ARD Radio Tatort Paradise City – Regie: Claudia Johanna Leist (Kriminalhörspiel – WDR)

## Auszeichnungen

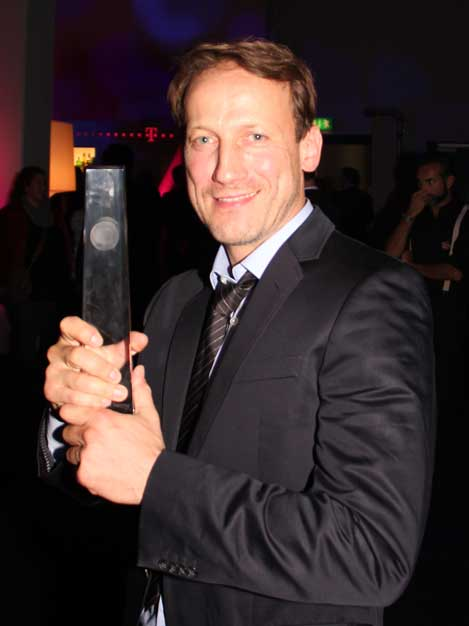
Preisträger Wotan Wilke Möhring beim Deutschen Fernsehpreis 2012

- 2002: Nominierung für den Deutschen Fernsehpreis in der Kategorie „Bester Schauspieler in einer Hauptrolle – Fernsehfilm“ für Hat er Arbeit? und Liebe und Verrat
- 2004: Nominierung für den New Faces Award in der Kategorie „Bester Nachwuchsschauspieler“ für Eierdiebe
- 2005: Hessischer Fernsehpreis als Ensemblemitglied des Filmes Die Konferenz
- 2005: Preis in der Kategorie „Bester Schauspieler“ auf dem spanischen Filmfestival Festival de Cine Espanol de Málaga für Antikörper
- 2011: Deutscher Fernsehpreis in der Kategorie „Bester Fernsehfilm“ für Homevideo, zusammen mit Jonas Nay stellvertretend für das Schauspielensemble
- 2011: Bambi für das Ensemble von Männerherzen … und die ganz ganz große Liebe
- 2011: Auszeichnung als Bester Schauspieler, Internationales Filmfestival Thessaloniki für die Rolle in Der Brand
- 2012: Nominierung für den Bayerischen Fernsehpreis als bester Schauspieler für Der letzte schöne Tag
- 2012: Deutscher Fernsehpreis in der Kategorie „Bester Schauspieler“ für Der letzte schöne Tag
- 2013: Grimme-Preis für Der letzte schöne Tag
- 2014: Jupiter in der Kategorie „Bester deutscher Darsteller“ für Das Leben ist nichts für Feiglinge
- 2017: Goldene Kamera in der Kategorie Bester deutscher Schauspieler

## Schriften
- zusammen mit Sönke Möhring: Rausch und Freiheit: Über das Leben, die Nacht und das Brüdersein. Die Autobiografie. Knaur, München 2022, ISBN 978-3-426-28609-8.